# Морський бриз (коктейль)

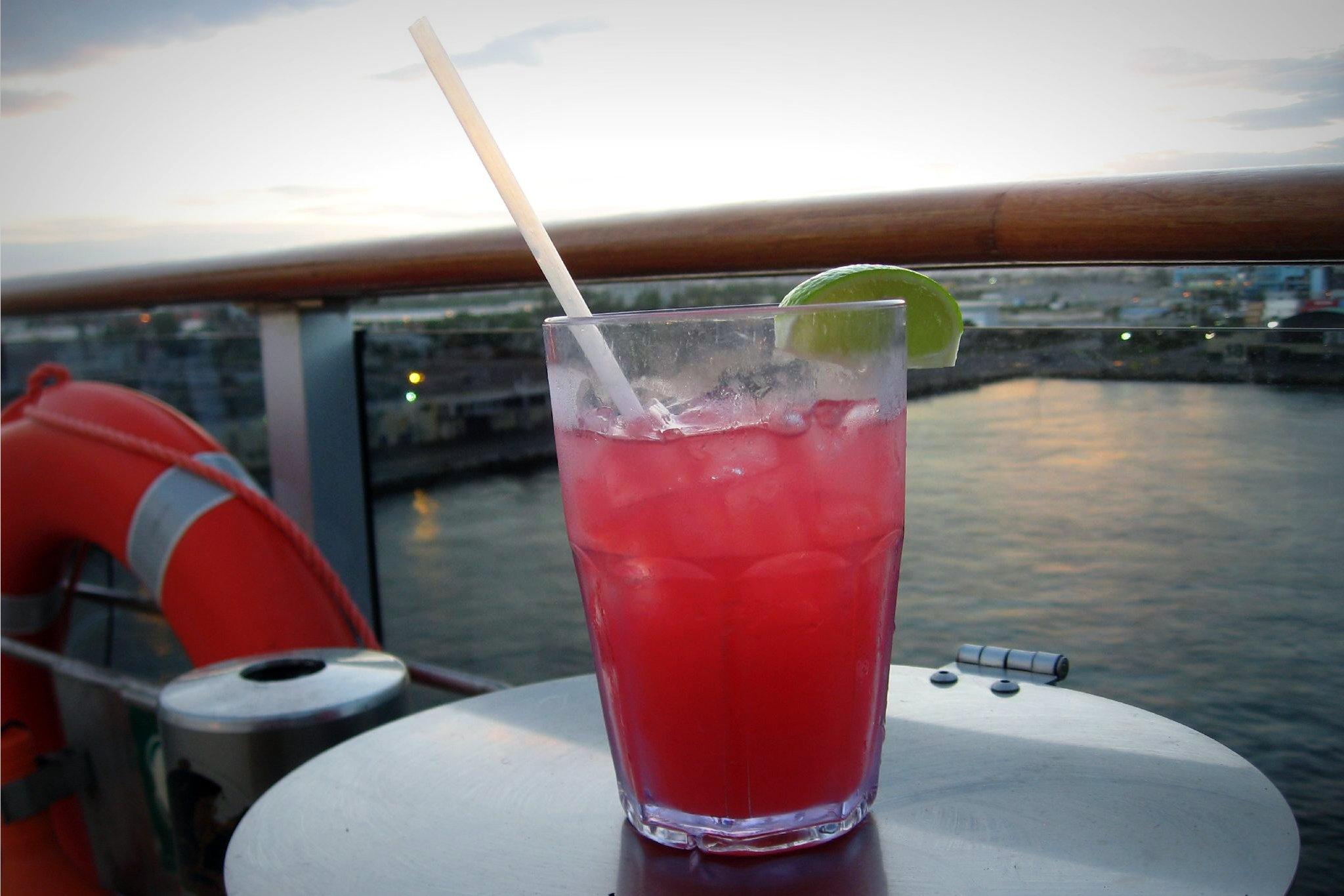
Коктейль «Морський бриз»

Морський бриз (англ. Sea Breeze) — коктейль на основі горілки, журавлинового та грейпфрутового соку. Напій дотримується класичного принципу балансування коктейлю: поєднання міцного (алкоголь) зі слабким (кисло-солодкий фруктовий сік). Класифікується як лонґ дрінк (англ. long drink). Належить до офіційних напоїв Міжнародної асоціації барменів, категорія «Сучасна класика» (англ. Contemporary classics).

## Спосіб приготування
Склад коктейлю «Sea Breeze»:
- горілка — 40 мл (4 cl),
- журавлиновий сік — 120 мл (12 cl),
- грейпфрутовий сік — 30 мл (3 cl).